# Йоско (окръг, Мичиган)
Окръг Йоско (на английски: Iosco County) е окръг в щата Мичиган, Съединени американски щати. Площта му е 4898 km², а населението - 27 339 души (2000). Административен център е град Тауас Сити.